# Selección de baloncesto sub-16 de los Países Bajos
La selección de baloncesto sub-16 de los Países Bajos es el representante nacional juvenil de los Países Bajos en los torneos internacionales de baloncesto sub-16. Están regidos por Basketball Nederland. El equipo compite en el Campeonato Europeo de Baloncesto Masculino Sub-16, con la oportunidad de clasificarse para la Campeonato Mundial de Baloncesto Sub-17. El entrenador actual es Radenko Varagic.